# 宽体金线蛭
宽体金线蛭（学名：Whitmania pigra）为黄蛭科金线蛭属的动物，俗名宽身金线蛭、宽身蚂蝗、马蛭、田螺嘬。分布于日本以及中国大陆的吉林、辽宁、河北、内蒙古、宁夏、甘肃、陕西、山西、山东、江苏、安徽、浙江、江西、湖北、贵州等地，多生活于沟边由枯草和淤泥缠结成的泥团内、天气转暖后在田边活动以及静伏于水沟内。该物种的模式产地在日本。